# Bitva u Živohoště
Bitva u Živohoště se odehrála 4. listopadu 1419 kdesi nad bývalým brodem u vsi Živohošť. Husitští poutníci ze Sezimova Ústí, přicházející na celozemský sjezd do Prahy, zde byli napadeni katolickými šlechtici z řad stoupenců krále Zikmunda Lucemburského pod velením Petra Konopišťského ze Šternberka. Po prvním útoku byla řada Jihočechů zabita, zraněna nebo zajata, nicméně posily západočeských husitů, které na bojiště dorazily od Nového Knína, přinutily české feudály ustoupit ke Kutné Hoře. Podle svědectví dobových písemných pramenů byla ozbrojená konfrontace u Živohoště první větší bitvou husitských válek.

## Předehra
30. září 1419 došlo Na Křížkách u obce Sulice jihovýchodně od Prahy k setkání venkovských a pražských husitů, kteří se po vzájemné poradě dohodli, že na svátek Přenesení sv. Ludmily (10. listopad) uspořádají v Praze celozemský husitský sjezd. Patrně největší skupina plzeňských, klatovských, domažlických a sušických stoupenců přijímání podobojí se k odjezdu na tuto událost shromažďovala v Žinkovech a její příslušníci na výzvu kněze Václava Korandy na místo srazu přicházeli bez poutnických holí, které vyměnili za zbraně. Byl to také kněz Koranda, kdo se stal vlastním vůdcem výpravy, nicméně organizaci a vojenské přípravy řídil Břeněk Švihovský z Dolan. Husité opustili Žinkovy směrem na Březnici, odkud dalšího dne pokračovali do Nového Knína, kde se připravovali uložit na nocleh. Cestou jejich řady rozšířili další stoupenci Husova učení a celé uskupení tak podle literáta Vavřince z Březové dosáhlo na 4000 účastníků. V noci ze 3. na 4. listopadu však k odpočívajícím vůdcům výpravy dorazila spěšná zpráva od poutníků z jižních Čech, kteří je žádali, aby se s nimi v co nejkratší době spojili, neboť jest jim na cestách silně zasazeno od strany královy. Této prosbě bylo neprodleně vyhověno a směrem k Jihočechům vyrazil ozbrojený houf na pěti vozech. Kromě toho byl vyslán spolehlivý posel se zprávou do Prahy.
Jihočeská výprava z okolí Sezimova Ústí měla také polovojenský charakter, avšak tvořilo ji asi jen 300 poutníků. Když její účastní zaznamenali, že jim cestu na Prahu po benešovské silnici blokuje oddíl zhruba 1300 jezdců vedených Petrem ze Šternberka, vyslali spěšného posla do Nového Knína a sami stočili pochod stejným směrem, neboť doufali, že se jim podaří s větší výpravou ze západních Čech spojit. Svého záměru však nedosáhli, neboť nedaleko Živohoště je dostihlo katolické vojsko, v jehož řadách se nacházely družiny Jana Ptáčka z Pirkštejna, synů Jana Michalce z Michalovic, Albrechta z Koldic, Jana Svídnického z Chotěmic a městští zbrojnoši z Kutné Hory pod velením rychtáře Václava z Donína. Jako obranné stanoviště si tedy zvolili nedalekou vyvýšeninu, odkud sledovali protivníka, který se šikoval na návrší naproti jejich pozici. V průběhu těchto manévrů přebrodil Vltavu a dorazil na dohled obou skupin pomocný oddíl vyslaný západočeskými poutníky. Když velitelé této jednotky spatřili množství nepřátel, zaváhali, zda vůbec mají spojencům vyrazit na pomoc, nicméně neprodleně vyslali spěšného posla, jenž měl přivolat všechny bojeschopné poutníky z Nového Knína.

## Bitva

### Zprávy současníků
O událostech z 4. listopadu 1419 informují dva české písemné prameny. Velmi obsáhlý a podrobný popis bitvy se zachoval v souboru drobných kronik, psaných od sklonku bojovného husitství, jež historik František Palacký jako první soustředil do jediného díla pod názvem Staré letopisy české. Další relací, díky níž jsou známí někteří účastníci střetnutí, je odstavec v Husitské kronice literáta, mistra artistické fakulty pražské university a přímého účastníka husitských válek Vavřince z Březové.
| „                      | (Husité ze západních Čech) Rozhodli se, že pošlou do Knína, aby všichni sem hned přitáhli, a sami pak vyrazili vpřed. Mezitím si Ústečtí našli nějaký vršek, na který se všichni nahrnuli. Pan Petr se svými také vyjel nejdřív na jeden kopec blízko Ústeckých. Nečekal dlouho, aby se nemohli spojiti Ústečtí s těmi, kteří byli vysláni od Knína a vyjel se svými šikem proti Ústeckým, rozrazil je a celý jeho houf jezdců skrz ně projel. Když chtěli mezi ně vjet podruhé, Ústečtí se panu Petrovi vzdali. Několik jich leželo zabitých a raněných. Při tom vyjednávání seběhlo přes sto Ústeckých ke Knínským, kteří se poblíž také uchýlili na nějaký kopec, připravovali se k obraně a začali dělat z kamene nasucho zídku, aby se k nim jezdci tak snadno nedostali. Páně Petrovi jezdci s nimi začali vyjednávat, aby se vzdali, ať se jim nestane to, co Ústeckým. Oni se vzdát nechtěli a doufali, v záchranu, a to se také stalo: za chvíli uviděli celý ten zástup, který byl v Kníně, jak jim táhne na pomoc s městskými korouhvemi. Když to uviděl pan Petr, nečekal déle, zajal ty Ústecké a jel s nimi pryč ke Kutné Hoře. | “ |
| — Staré letopisy české | |   |

| „                    | Potom v den sv. Linharta skoro čtyři tisíce táborů, jichž starší tehdy byli pan Břeněk ze Švihova, Chval z Machovic, jinak z Řepice, a jeho bratr Kuneš, srazili se na jednom místě, vzdáleném míli od Knína, s královskými a zvláště s panem Petrem ze Šternberka, panem Ptáčkem z Rataj, Janem řečeným Svídnickým, s Koldicem, se syny Michalce z Michalovic a Václavem řečeným Donínským, rychtářem z Kutné Hory, usmrtili některé lehkooděnce z nich a zabili mnoho lepších koní královských; odrazivše královské od sebe, přišli do Prahy a byli od Pražanů s radostí přivítáni. | “ |
| — Vavřinec z Březové | |   |

### Pravděpodobný průběh
Ve chvíli, kdy Petr ze Šternberka zjistil, že nedaleko jeho pozice operuje druhá skupina nepřátel, rozhodl se pro okamžitý úder, aby husitům zamezil v jejich spojení. Jeho útok směřoval proti Jihočechům a hned první nájezd těžkých jezdců rozbil jejich sestavu. Ta se za prvních ztrát rozpadla na dvě části. Na větší z nich byl veden i další útok a její příslušníci se katolickým silám po krátkém boji vzdali. Druhá část, kterou tvořilo asi sto husitů, se urychleně spojila se západočeským oddílem. Společně vzápětí vystoupili na další návrší, kde začali kvapně budovat obrannou zeď z kamení. Za této situace se čeští šlechtici pokoušeli vést s husity jednání, při němž jim nabídli možnost vzdát se do jejich rukou, tato alternativa však byla pro druhou stranu nepřijatelná. Celá situace se nakonec vyřešila příchodem posil z Nového Knína. Značná přesila přinutila Petra ze Šternberka, aby spolu se zajatci opustil bojiště směrem na Kutnou Horu.

## Místo bitvy
Stejně jako u mnoha dalších střetnutí husitských válek, ani místo bitvy u Živohoště se nepodařilo přesvědčivě lokalizovat. Historik František Šmahel, na základě zmínky ve Starých letopisech českých o nasucho kladené zdi, umístil bitvu ke keltskému hradišti ležícímu pod vrcholem kopce Červenka (378 m n. m.). Podle jiných názorů se srážka mohla odehrát na protáhlém návrší nad vsí Nahoruby, kde událost připomíná pomník.

## Důsledky
Po bitvě husité přenocovali na bojišti a následujícího dne pochovali své padlé. Posléze se bez dalších ozbrojených srážek vydali přes Jílové a kolem Kunratického hradu k Praze. V metropoli o den dříve vyvolala zpráva z Nového Knína poplach. Někteří kazatelé z popudu Ambrože z Hradce začali svolávat přítomné husity k pomoci ohroženým bratřím. V čele s Mikulášem z Husi se nejkratší cestou přes Malou Stranu pokusili tento záměr realizovat, za Kamenným mostem však byli zastaveni královskými ozbrojenci. Z pomoci jihočeským a západočeským husitům tímto sešlo, nicméně toto střetnutí bylo začátkem několikadenních bojů s královskými posádkami na Malé Straně a Pražském hradě.